# Блаф Сити (Канзас)
Блаф Сити (енгл. Bluff City) град је у америчкој савезној држави Канзас.

## Демографија
По попису из 2010. године број становника је 65, што је 15 (-18,8%) становника мање него 2000. године.
| Група             | 2000.       | 2010.       |
| Белци             | 80 (100,0%) | 65 (100,0%) |
| Афроамериканци    | 0 (0,0%)    | 0 (0,0%)    |
| Азијати           | 0 (0,0%)    | 0 (0,0%)    |
| Хиспаноамериканци | 0 (0,0%)    | 0 (0,0%)    |
| Укупно            | 80          | 65          |